# René van Seumeren
Marinus Franciscus Maria (René) van Seumeren (Utrecht, 12 december 1923 - Toulouse, 27 mei 1989) was een Nederlandse beeldhouwer.

## Leven en werk
Van Seumeren werd opgeleid aan de Rijksakademie van beeldende kunsten in Amsterdam, als leerling van Jan Bronner en Piet Esser. In 1949 won hij de zilveren medaille voor beeldhouwkunst bij de Prix de Rome. Hij was lid van de Algemene Katholieke Kunstenaarsvereniging en het Utrechtse genootschap Kunstliefde en bevriend met klasgenoten Theresia van der Pant en Johan Sterenberg, evenals met beeldhouwer Gabriël Sterk. Van Seumeren vervaardigde een uitgebreid en veelzijdig oeuvre. Naast werken in de openbare ruimte, maakte hij onder andere altaren en heiligenbeelden voor kerken, vrij figuratief werk en portretten. Hij hakte graag uit hout en steen, maar maakte ook veel beelden in brons.
René van Seumeren overleed in 1989, op 65-jarige leeftijd. 

## Werken (selectie)
- 1949 Het Laatste Avondmaal in Mergelgrotten van Valkenburg
- 1950 Gevelsteen in Uithoorn
- 1950 Maria-altaar in Gerardus Majellaparochie in Utrecht
- 1951 Kruisbeeld voor klooster Saint Vincent in Latrobe, Pennsylvania (VS)
- 1952 Gevelsteen wapen gemeente Uithoorn
- 1952 Bartholomeus voor Bartholomeusbrug (Utrecht)
- 1953 Maria met kind voor Mariaschool in Utrecht
- 1954 Altaar voor Sint-Adelbertabdij in Egmond
- 1954 Beeldengroep Zorg voor het gezin op gebouw van levensverzekeringsmaatschappij Concordia, Oudenoord 330, Utrecht
- 1955 Martelaren van Gorcum voor H.H. Martelaren-van-Gorcumkerk in Den Haag (verplaatst naar Martelaren-van-Gorcumkerk in Brielle)
- 1955 Onze Lieve Vrouwe van Fatima voor O.L.V. van Fatimakerk in Den Haag
- 1956 Jozef en Maria voor H.H. Michaëlskerk in De Bilt
- 1958 Petrus Canisius voor Petrus Canisiuscollege in Alkmaar
- 1962 Kruisbeeld en kruiswegstaties voor Johannes de Doperkerk in Uithoorn
- 1963 Vier reliëfs 'De fusie' voor CINDU in Uithoorn
- 1965 Altaar voor de Heilig Hartkerk in Maarssen
- 1967 Gevelreliëf 'De schepping van de wereld' voor Huize Maria Dommer in Maarssen
- 1975 Verrijzende Christus voor Priorij Emmaus in Maarssen, buitenplaats Doornburgh
- 1977 Moeder met kind / 'Het leven wordt doorgegeven' bij Huize Maria Dommer in Maarssen, ook geplaatst in Reek
- 1983 De Buitelaars in Heesch
- 1983 Beeld Orgelbouwers Smits in Reek

## Afbeeldingen

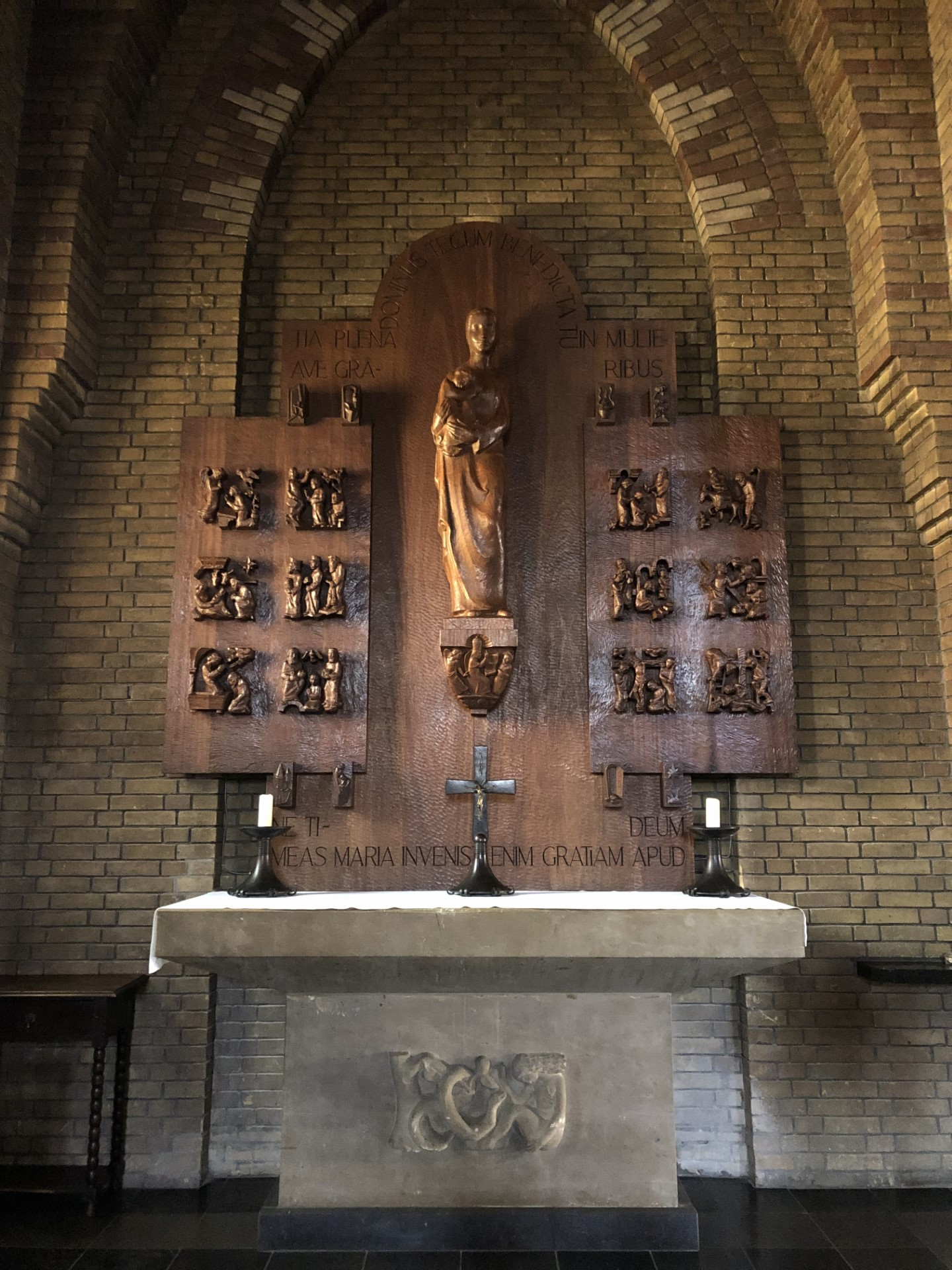
Maria-altaar Gerardus Majellakerk (1951)
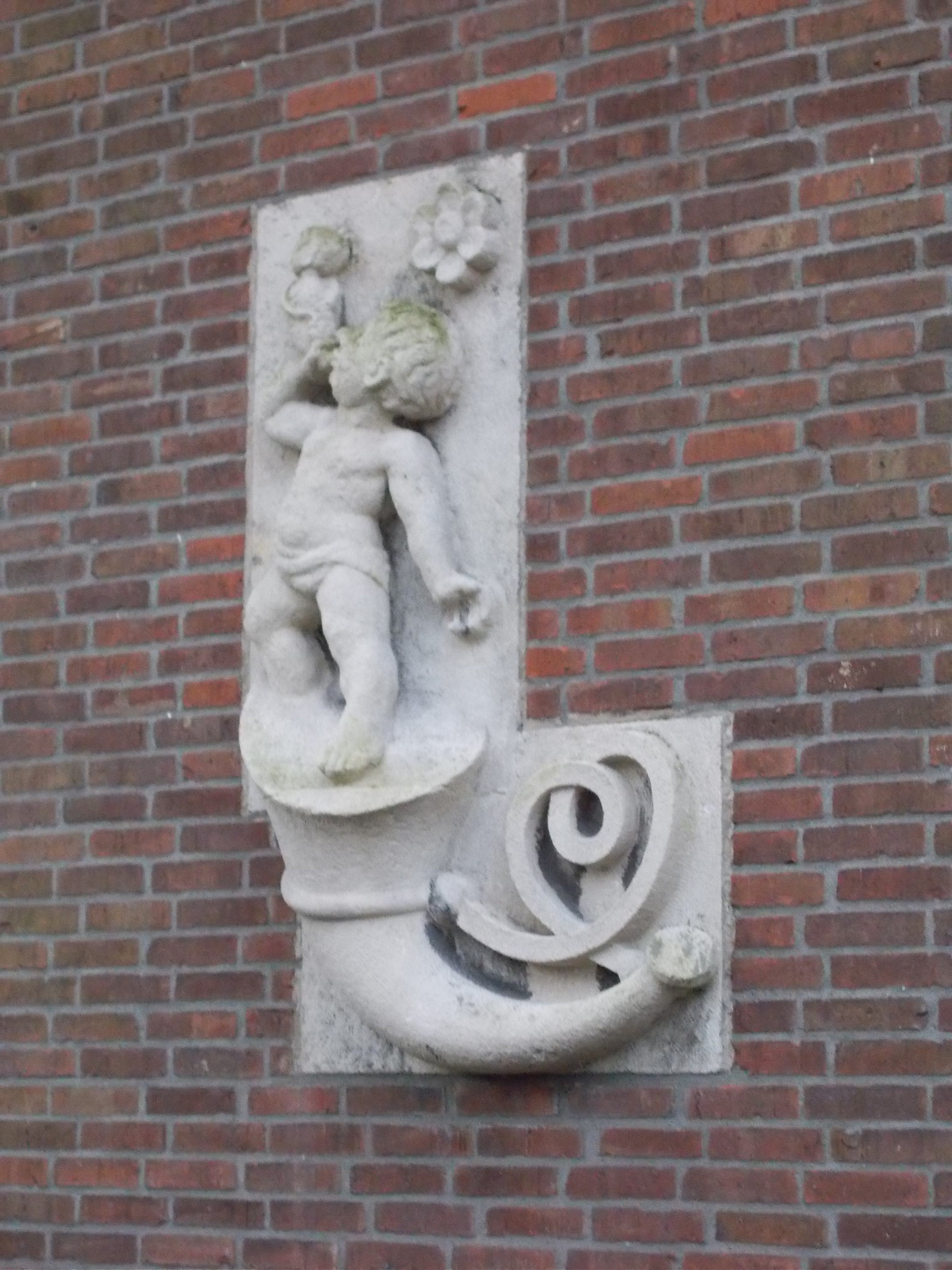
Gevelsteen Hengelaar (1950)
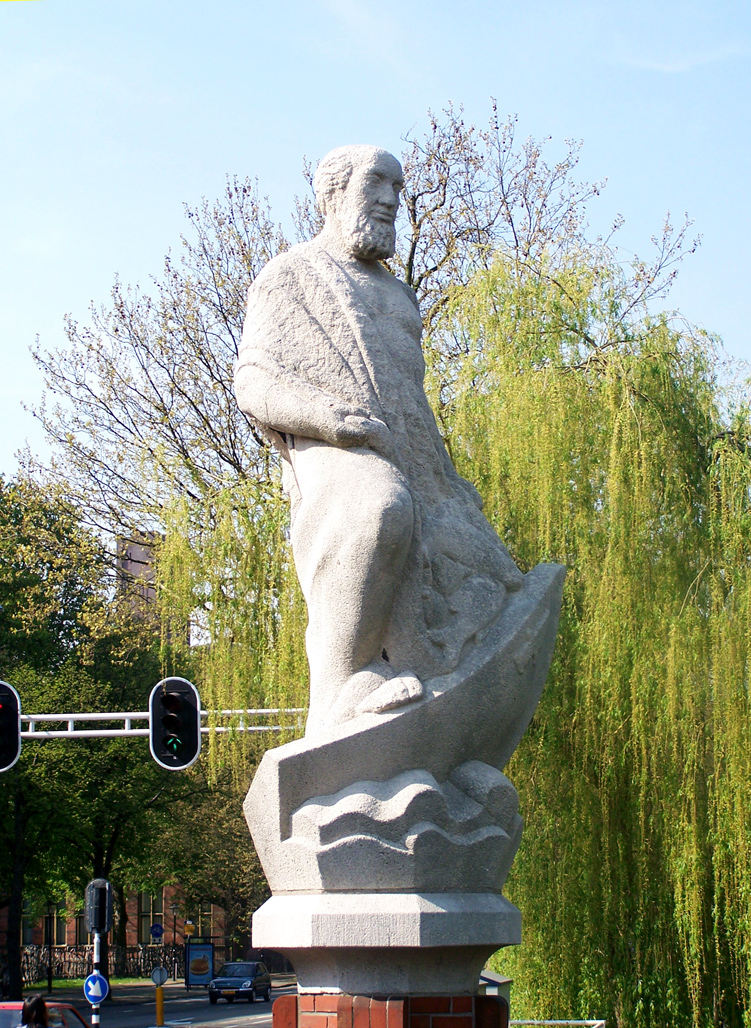
Bartholomeus (1952)
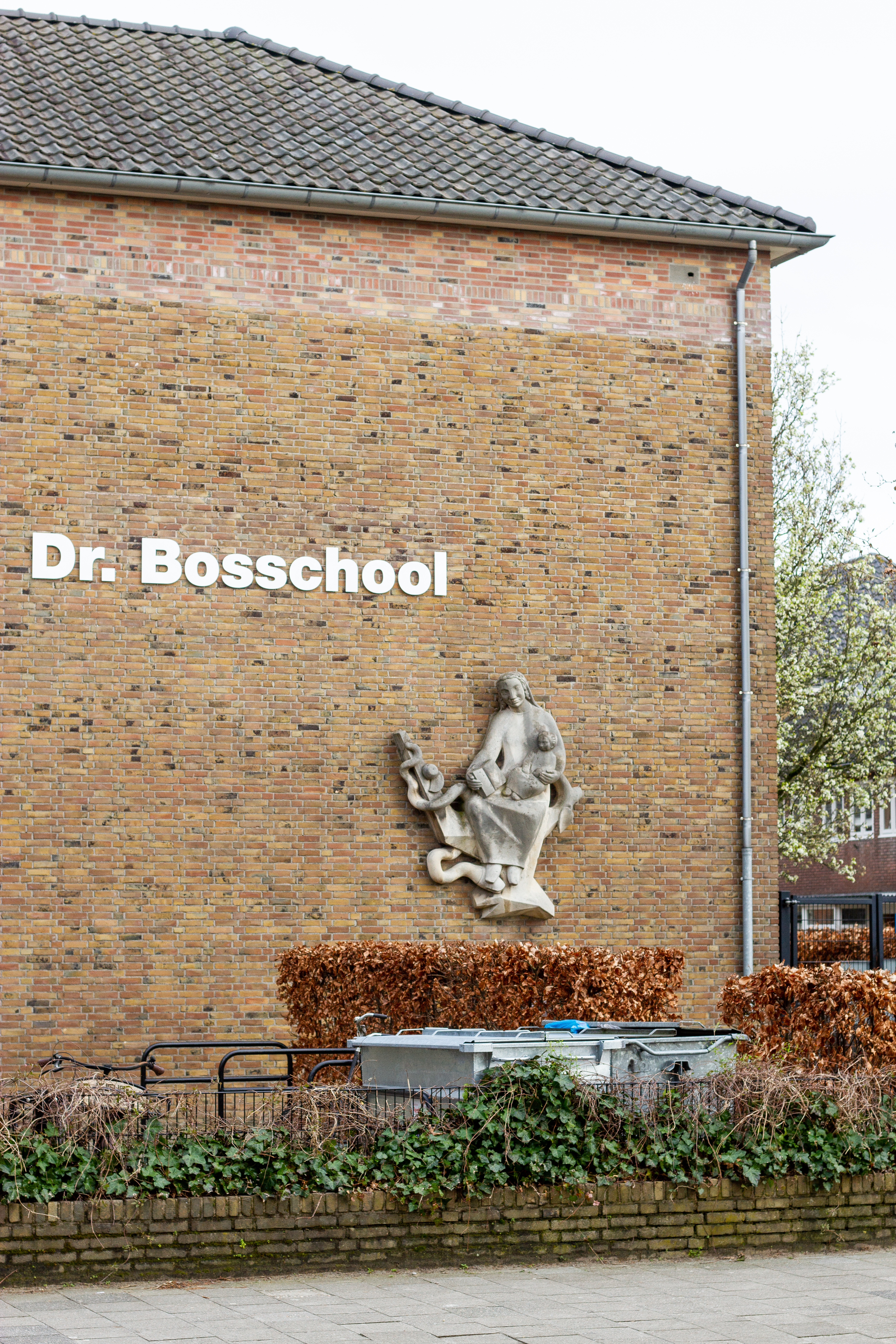
Maria met kind (1953)
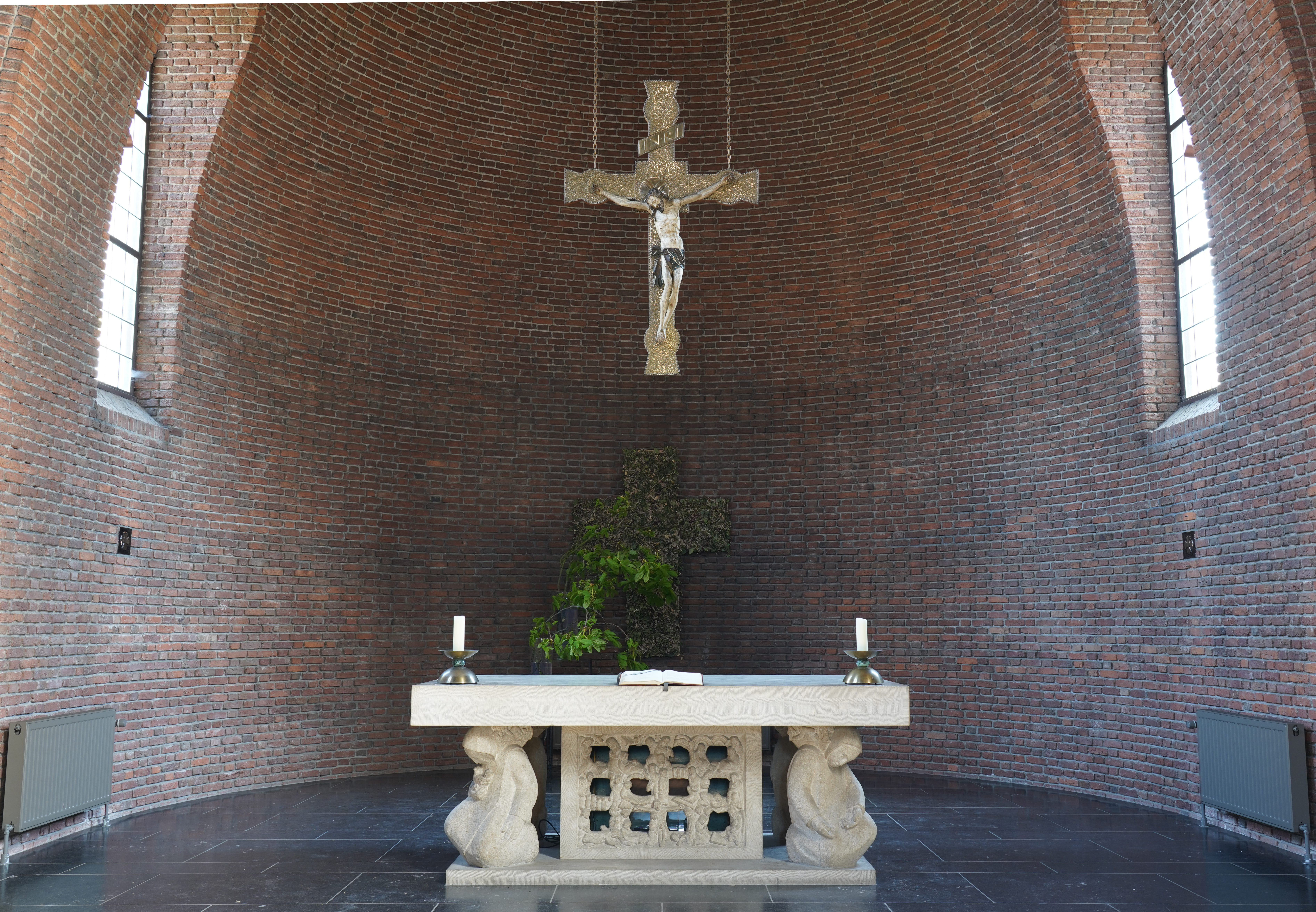
Altaar Sint Adelbertabdij Egmond (1954)
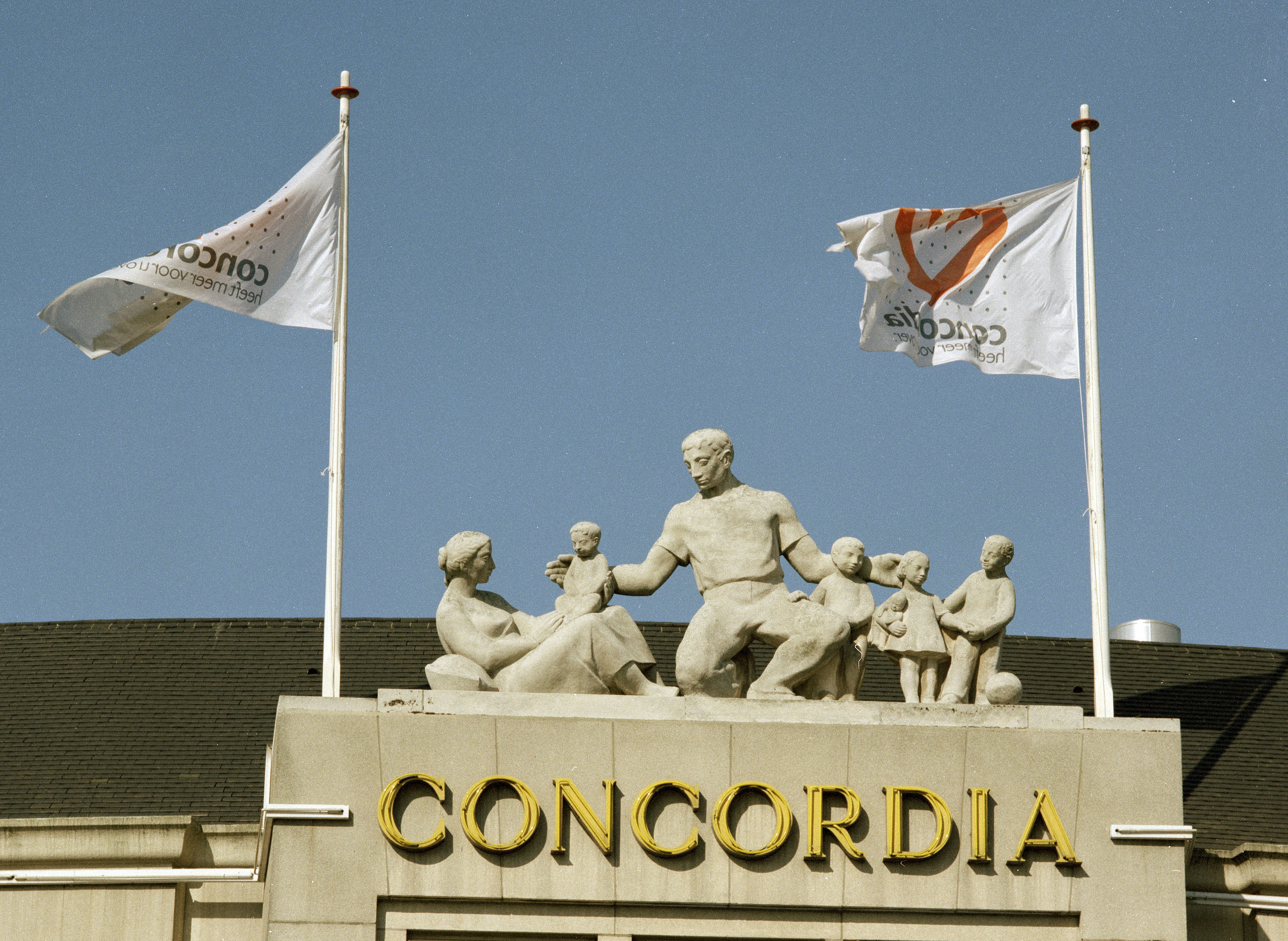
Concordiagebouw (1954)
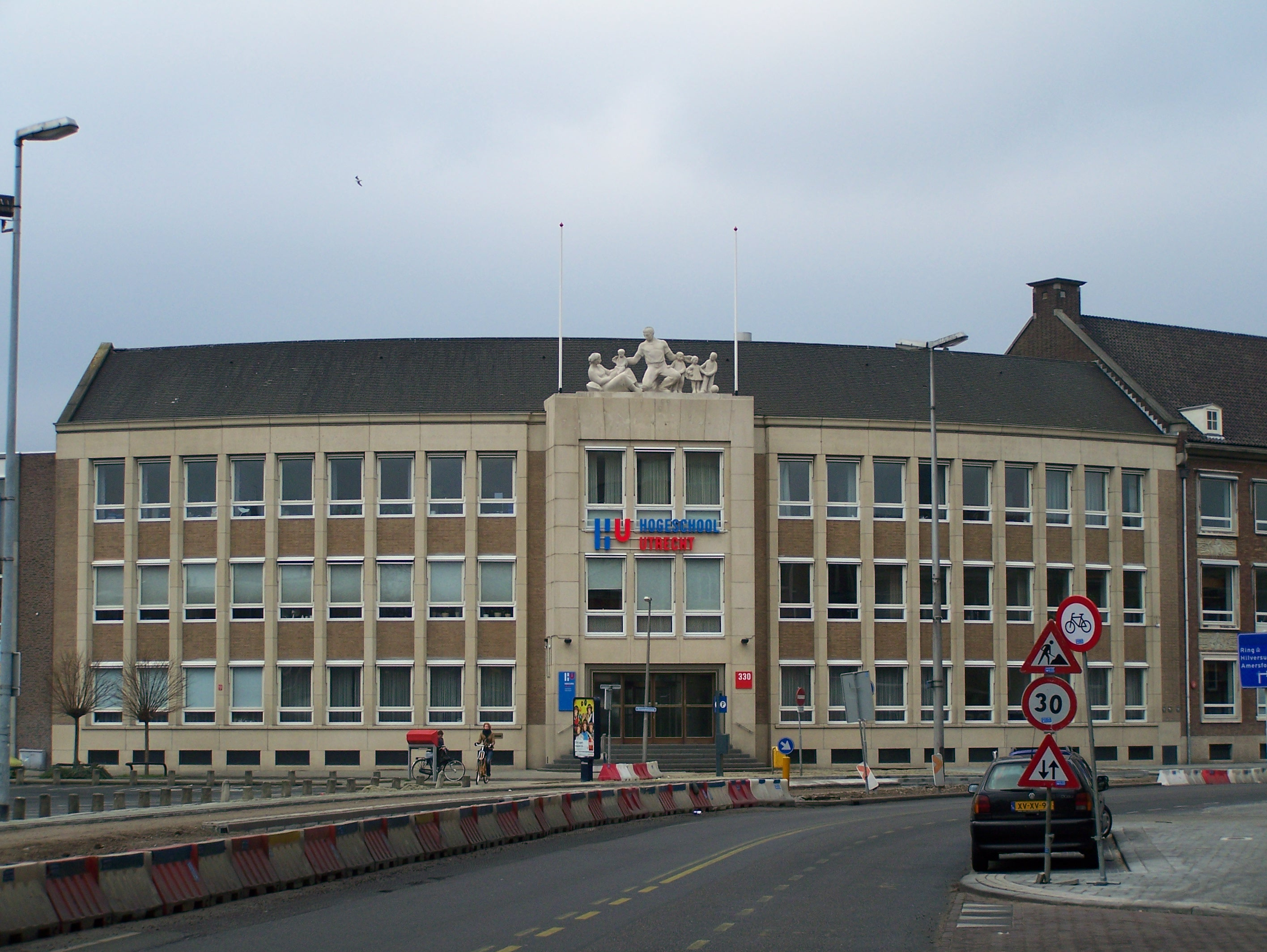
Concordiagebouw (1954)
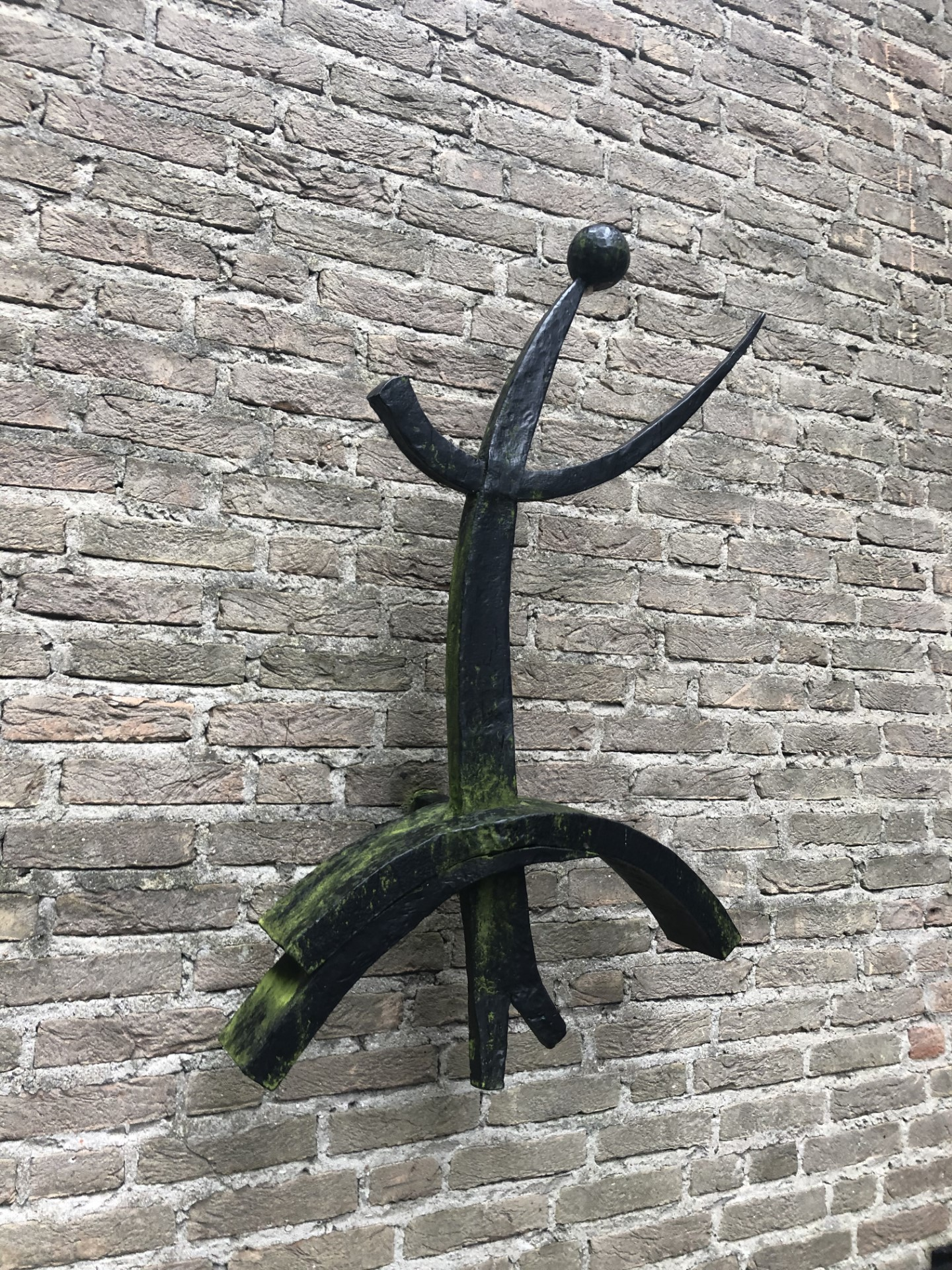
Verrijzende Christus (1975)
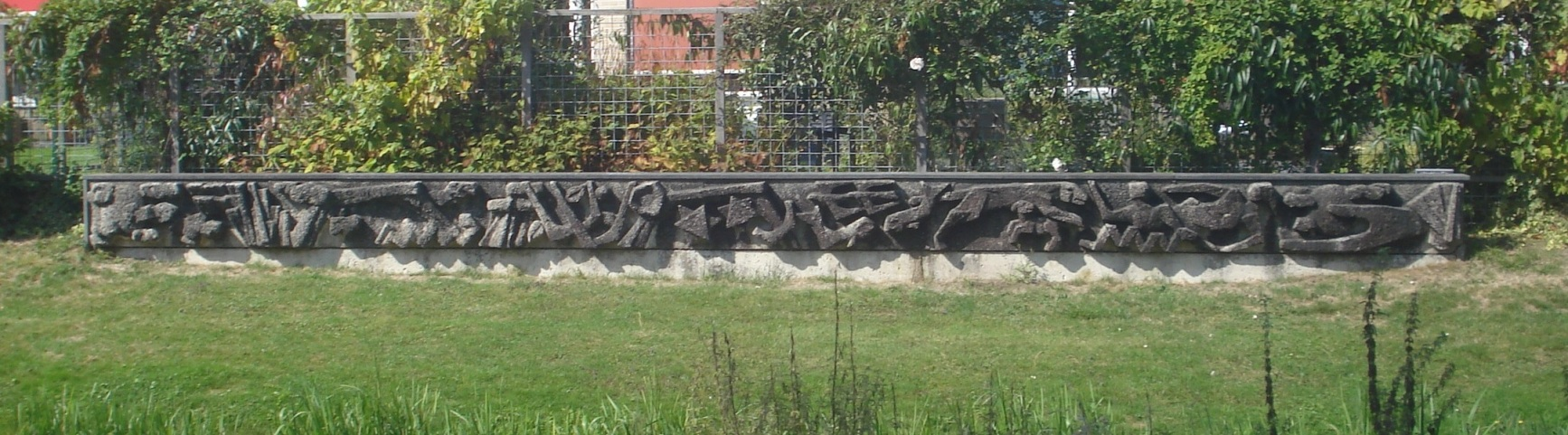
De schepping van de wereld (1967)
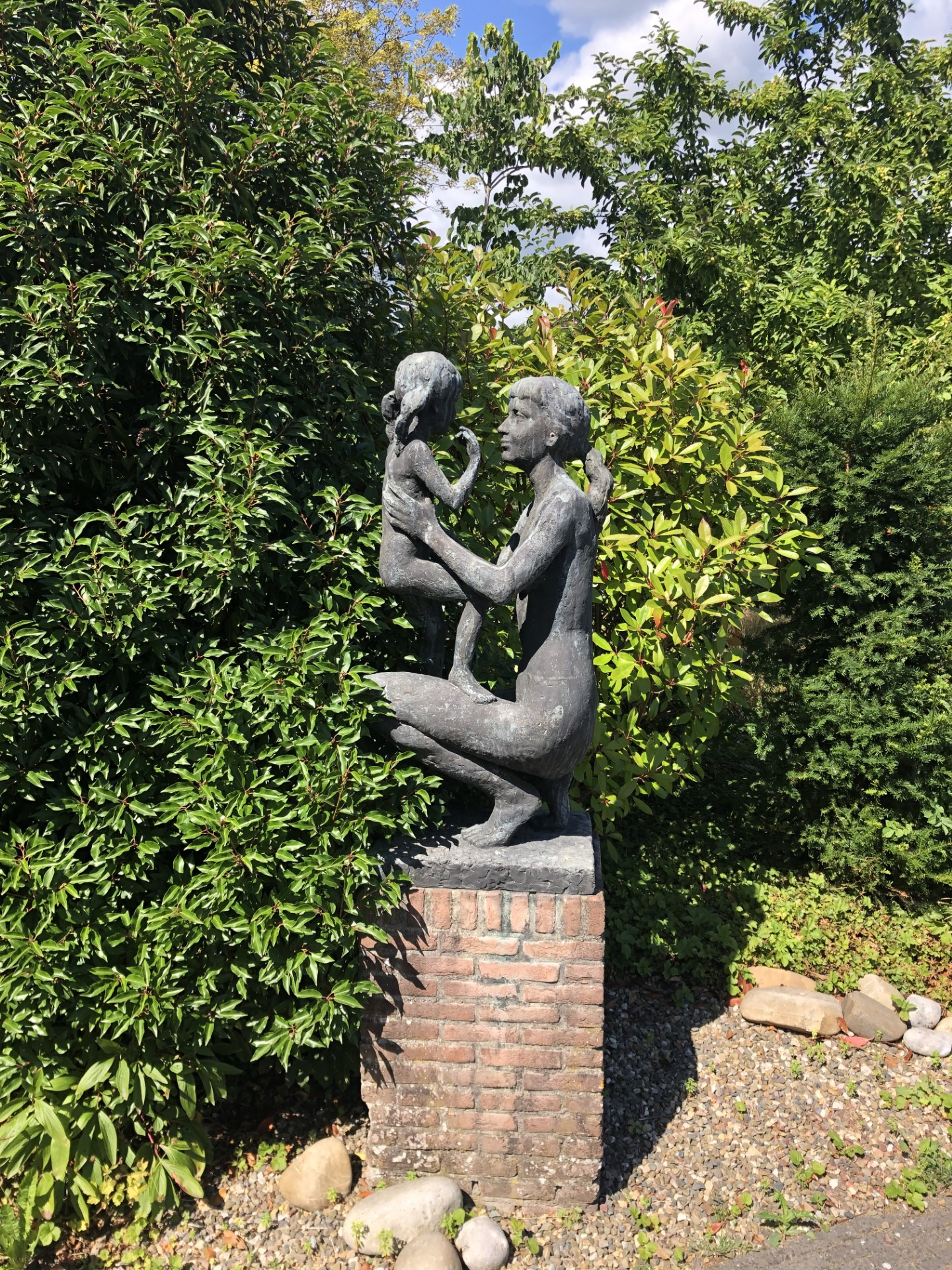
Moeder met kind (1977)
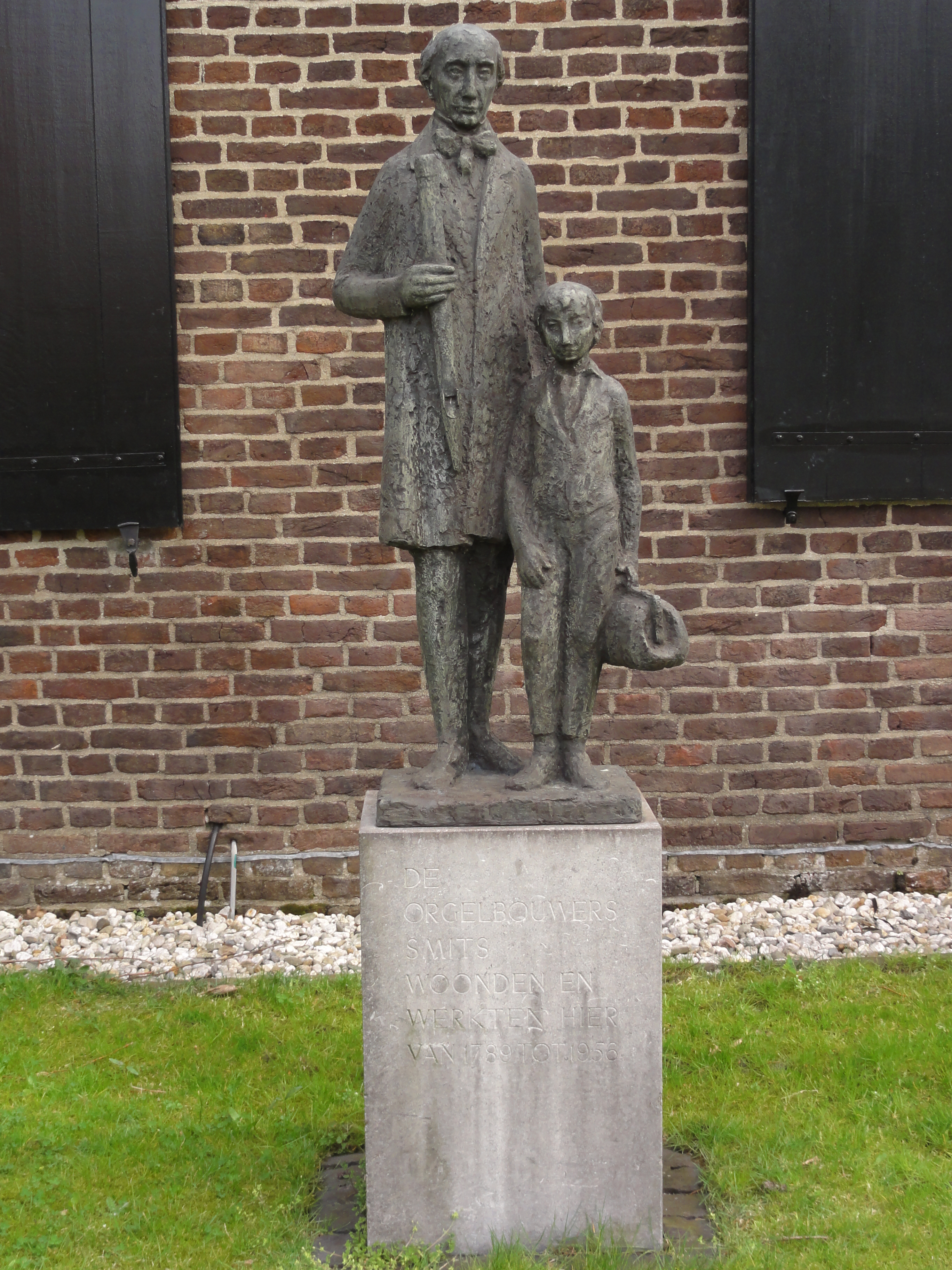
Orgelbouwers Smits (1983)